# Santa Cruz Tlaxcala
Santa Cruz Tlaxcala är en kommun i Mexiko.   Den ligger i delstaten Tlaxcala, i den sydöstra delen av landet, 110 km öster om huvudstaden Mexico City. Antalet invånare är 17 968. Arean är 29,1 kvadratkilometer.
Terrängen i Santa Cruz Tlaxcala är platt åt nordväst, men åt sydost är den kuperad.
Följande samhällen finns i Santa Cruz Tlaxcala:
- San Miguel Contla